# 신평 송씨
신평 송씨(新平宋氏)은 충청남도 당진시 신평면을 본관으로 하는 한국의 성씨이다.

## 역사
《신평송씨보(新平宋氏譜)》에 따르면 신평 송씨(新平宋氏)의 시조 송구진(宋丘進)이 고려시대 봉익대부(奉翊大夫) 서운관정(書雲觀正) 겸 습사도감판관(習射都監判官)을 지냈다.
6세손 송희경(宋希璟)이 조선시대 판사재감사(判司宰監事)를 지냈다.

## 분파
송구진의 5세손과 6세손에서 크게 4파로 나뉜다.
- 5세 송현량 - 영광파
- 5세 송현식 - 해남공파
- 5세 송현덕
  - 6세 송희경(宋希璟) - 담양 노송공파
  - 6세 송구(宋龜) - 장성 참판공파

## 인물
- 송흠(宋欽, 1459년 ~ 1547년) : 참판 송구(宋龜)의 증손. 전라도 영광 출신. 1492년 식년 문과에 병과로 급제하고, 중종 때 전라도 관찰사, 이조·병조 판서, 우참찬을 거쳐 중추부판사 겸 지경연사(知經筵事)에 이르렀으며, 청백리에 녹선되었다. 시호는 효헌(孝憲)이다.
- 송순(宋純, 1493년 ~ 1583년) : 송희경의 현손. 전라도 담양 출신. 1519년(중종 14) 별시문과에 급제하고, 1569년(선조 2) 대사헌 등을 거쳐 우참찬(右參贊)에 이르렀다. 강호가도의 선구자로 시조에 뛰어나 《면앙정가》 등 명작을 남겼다. 시호는 숙정(肅定)이다.
- 송진우(宋鎭禹, 1887년 ~ 1945년) : 일제강점기 동아일보 사장을 지냈다. 광복 후 우익세력을 규합하여 한국민주당을 결성하고 수석총무가 되어 미군정에 협력하였다.
- 송용식(宋庸植, 1932년 ~ ) : 제12대 국회의원
- 송상현(宋相現, 1941년 ~ ) : 서울대학교 법대 교수, 국가인권위원회 정책자문위원회 위원장
- 송오식(宋五植, 1958년 ~ ) : 전남대학교 법학전문대학원 원장
- 송종호(宋鍾灝, 1980년 ~ ) : 서울경제신문 기자

## 집성촌
- 전라남도 담양군 금성면 대곡리
- 전라남도 담양군 금성면 원율리
- 전라남도 담양군 봉산면 기곡리
- 전라남도 담양군 봉산면 제월리
- 전라남도 장성군 삼계면 발산리
- 전라남도 장성군 삼계면 주산리
- 전라북도 부안군 변산면 중계리
- 전라남도 해남군
- 전라남도 영광군

## 항렬자

### 담양파
20세 永(영) 21세 模(모) 22세 煥(환) 23세 孝(효) 24세 鎭(진) 25세 洙(수) 26세 善(선), 林(림)

### 영광파
20세 敎(교) 21세 學(학) 22세 錫(석) 23세 漢(한) 24세 植(식) 25세 炳(병)

## 인구
- 2000년 11,185명
- 2015년 13,916명

## 같이 보기
- 여산 송씨
- 홍주 송씨

## 참고 자료
- “신평송씨(新平宋氏)”. 뿌리를 찾아서.[깨진 링크(과거 내용 찾기)]